# Velký Gatsby
Velký Gatsby (The Great Gatsby) je společenský román, který napsal americký spisovatel Francis Scott Fitzgerald. Poprvé byl publikován 10. dubna 1925. Děj se odehrává ve 20. letech 20. století v New Yorku na Long Islandu. Román je považován za typický projev „jazzového věku“ v americké literatuře.
Velký Gatsby nebyl za autorova života příliš populární – prodalo se ho méně než 24 000 výtisků. V období hospodářské krize a druhé světové války se na něj zapomnělo a teprve až v 50. letech, kdy byl znovu vydán, si získal širokou oblibu.

## Okolnosti vzniku a styl díla
Velký Gatsby vznikl v době, kdy bylo Fitzgeraldovi 28 let, pobýval na francouzské Riviéře a po úspěchu své prvotiny Na prahu ráje se oženil se Zeldou Sayrovou, dcerou alabamského soudce. Po vydání Velkého Gatsbyho se však Fitzgeraldův osud stal tragickým. Svatební cesta nedopadla dobře, u Zeldy se projevila psychická nemoc a byla převezena do sanatoria a spisovatel zanedlouho propadl alkoholismu.
Styl díla na čtenáře zapůsobí vyvážeností a elegantností. Autor se věnuje detailním popisům, zejména Gatsbyho majetku – popisuje dům s bazénem či automobil, který sehraje důležitou roli v příběhu. Autor na románu pracoval dlouho a podstatně ho přepracoval; první verze románu, která zůstala v rukopise, byla po Fitzgeraldově smrti vydána pod názvem Trimalchio.

## Děj
Děj začíná několik let po první světové válce, kdy mladý Nick Carraway z amerického středozápadu, který je vypravěčem příběhu, přijíždí do New Yorku, aby zde na burze vydělal nějaké peníze. Zabydlí se na ostrově Long Island na Západním Vejci blízko výstavné rezidence tajemného mladého milionáře Jaye Gatsbyho.
Nick se setkává se svojí hodně povrchní vzdálenou sestřenicí Daisy, vdanou za Nickova známého Toma Buchanana, se kterým má Daisy malou dcerku. Manželství však není zcela šťastné, Nick dokonce osobně poznává Tomovu milenku Myrtle Wilsonovou, ženu majitele blízké autoopravny, pracovitého George Wilsona. Nick se seznámí se svým sousedem Gatsbym a je zván na jeho pravidelné monstrózní večírky, zapadne do zdejší pestré společnosti. Seznámí se také s půvabnou mladou hráčkou golfu Jordan Bakerovou. Stane se přítelem Gatsbyho a získává tak jedinečnou příležitost se dozvědět něco více o tomto člověku, o jehož minulosti na veřejnosti kolují pouze nepodložené legendy či pomluvy.
Postupně se dozvídá detaily nejen o zřejmě nelegálních obchodech Gatsbyho s alkoholem (jedná se o období prohibice), do kterých je zapojen i známý podvodník Meyer Wolfsheim, ale i celou historii jeho tajemného života. Gatsby se původně jmenoval Gatz a pocházel z chudé rodiny, velmi se však toužil vypracovat, a tak utekl z domova. Potkal milionáře Dana Codyho, který mu později dopomohl k penězům. Ještě více však jeho život poznamenala láska k mladé bohaté dívce Daisy, milence však od sebe oddělilo jednak rozdílné společenské postavení a také válka, ve které byl Gatsby povýšen na majora, což mu také umožnilo strávit několik měsíců v anglickém Oxfordu na tamější univerzitě. Během té doby se však Daisy provdala. Vychází tak najevo, že životní láskou Gatsbyho je žena Toma Buchanana Daisy. Gatsby se s Daisy znovu setkává v Nickově domě, čímž způsobí rozvrat jejího manželství s Tomem.
Po jednom soukromém večírku, kde dojde k přímé konfrontaci Gatsbyho a Toma, se stane tragická osudová událost. Manželku George Wilsona Myrtle přejede automobil patřící Gatsbymu, za volantem však seděla Daisy. Wilson je naprosto zničený, dozvěděl se totiž o manželčině nevěře a chtěl s ní odjet a začít nový život. Wilson poznává toto auto, jelikož ho už téhož dne viděl. Avšak dříve v něm seděl za volantem Tom. Wilson celou noc zůstává v psychické krizi a pomýšlí na odplatu. Poté popadne pistoli a vydá se k sídlu Buchananových. Tam začne Tomovi vyhrožovat smrtí a Tom mu sdělí, že auto řídil jen cestou do města. Cestou nazpět ho řídil jeho majitel, pan Gatsby, který bydlí přímo naproti přes řeku. Gatsby hodlá chránit Daisy před policií, ale než to může učinit, je ve svém paláci zastřelen mstícím se Wilsonem, který vzápětí spáchá sebevraždu. Ironií je, že nad Gatsbym nikdo kromě jeho otce a Nicka netruchlí. Bohatá newyorská smetánka jako by zapomněla na pohostinnost, které užívala v Gatsbyho domě. Daisy, která nechce svůj další život prožít bez bohatého muže, a Tom odjíždějí spolu neznámo kam. Nick Carraway je tragédií svého přítele Gatsbyho a chováním lidí kolem něho dokonale znechucený. Končí svůj vztah s Jordan Bakerovou a odjíždí domů.

## Adaptace

### Překlady do češtiny
K roku 2022 vyšly celkem čtyři překlady Velkého Gatsbyho do češtiny. Jejich autory jsou Lubomír Dorůžka, Martin Pokorný, Michal Prokop a dvojice Rudolf Červenka a Alexander Tomský. Jejich porovnání z translatologického hlediska obsahuje kniha Aspekty literárního překladu Jitky Zehnalové. Překlad dramatizace románu Petr Gazdík. 

### Filmová zpracování
- Velký Gatsby (film, 1926), americký němý film z roku 1926, hrají Warner Baxter a Lois Wilsonová
- Velký Gatsby (film, 1949), americký film z roku 1949, hrají Alan Ladd a Betty Fieldová
- Velký Gatsby (film, 1974), americký film z roku 1974, hrají Robert Redford a Mia Farrow; režie Jack Clayton
- Velký Gatsby (film, 2000), televizní film z roku 2000, hrají Toby Stephens a Mira Sorvino; režie Robert Markowitz
- Velký Gatsby (film, 2013), americký film z roku 2013, hrají Leonardo DiCaprio, Tobey Maguire a Isla Fisher; režie Baz Luhrmann

### Opera
V roce 1999 vznikla opera Velký Gatsby od Johna Harbisona.

### Divadlo
Autorem první a jediné dramatizace, na kterou Fitzgeraldova pozůstalostní agentura poskytla výhradní práva, je Simon Levy. Světová premiéra této jevištní adaptace proběhla v americké Minnesotě v roce 2006 a následně byla uváděna po celé Americe i po celém světě. Městské divadlo Brno uvedlo tuto dramatizaci v české premiéře dne 4. listopadu 2023 – překlad a režie Petr Gazdík. Další inscenace se hra dočkala v roce 2025 na prknech Divadla na Vinohradech. V režii Martina Čičváka se v hlavních rolích představili Marek Lambora, Ondřej Brousek a Jana Kotrbatá.

#### České divadelní inscenace
- 2015 Velký Gatsby, Národní divadlo moravskoslezské (Divadlo Jiřího Myrona), dramatizace: Rebekka Kricheldorf, překlad: Michal Kotrouš, režie: Peter Gábor, v hlavních rolích: Ivan Dejmal, Robert Finta a Izabela Firlová
- 2016 Velký Gatsby, Divadlo Antonína Dvořáka, dramatizace: Rebekka Kricheldorf, překlad: Michal Kotrouš, režie: Milan Schejbal, v hlavních rolích: Jaromír Nosek, Milan Ligač a Lenka Zahradnická
- 2018 Velký Gatsby, Divadlo Tramtarie, dramatizace: Vladislav Kracík, překlad: Lubomír Dorůžka, režie: Vladislav Kracík, v hlavních rolích: Václav Stojan, Miroslav Černý a Barbora Šebestíková
- 2020 Velký Gatsby, JAMU (Divadlo na Orlí), dramatizace: Rebekka Kricheldorf, překlad: Michal Kotrouš, režie: Jiří Liška, v hlavních rolích: Radek Melša, Johnny Horák a Hana Drozdová
- 2020 Velký Gatsby, Klicperovo divadlo, dramatizace: Rebekka Kricheldorf, překlad: Michal Kotrouš, režie: Adam Svozil, v hlavních rolích: Jakub Tvrdík, Kryštof Bartoš a Michala Gatialová
- 2023 Velký Gatsby, Městské divadlo Brno, dramatizace: Simon Levy, překlad: Petr Gazdík, režie: Petr Gazdík, v hlavních rolích: Lukáš Janota, Jan Brožek a Kristýna Daňhelová
- 2025 Velký Gatsby, Divadlo na Vinohradech, dramatizace: Simon Levy, překlad: Vladimír Čepek, režie: Martin Čičvák, v hlavních rolích: Marek Lambora, Ondřej Brousek a Jana Kotrbatá

### Audio
Román česky vyšel také jako audiokniha, kterou načetl Filip Čapka.